# Poetry for the Poisoned (musikalbum)
Poetry for the Poisoned är det amerikanska symfonisk metal/power metal-bandet Kamelots nionde studioalbum, utgivet 14 september 2010 av skivbolaget KMG Recordings (Nord-Amerika)/Edel Music (Europa). Det är den sista skivan med sångaren Roy Khan innan han lämnade bandet 2011.

## Låtlista
1. "The Great Pandemonium" – 4:22
2. "If Tomorrow Came" – 3:55
3. "Dear Editor" – 1:18
4. "The Zodiac" – 4:00
5. "Hunter's Season" – 5:33
6. "House on a Hill" – 4:15
7. "Necropolis" – 4:17
8. "My Train of Thoughts" – 4:07
9. "Seal of Woven Years" – 5:11
10. "Poetry for the Poisoned, Pt. I - Incubus" – 2:56
11. "Poetry for the Poisoned, Pt. II - So Long" – 3:23
12. "Poetry for the Poisoned, Pt. III - All Is Over" – 1:03
13. "Poetry for the Poisoned, Pt. IV - Dissection" – 1:57
14. "Once upon a Time" – 3:47

Bonusspår (div. utgåvor)
1. "Thespian Drama" (instrumental) – 3:46
2. "Where the Wild Roses Grow" – 3:59
3. "House on a Hill" (lång version) – 5:02

Text & musik: Thomas Youngbloo/Roy Khan (spår 1, 3, 5, 7–12, 14), Khan/Sascha Paeth (spår 2), Khan/Youngblood/Paeth (spår 4, 6, 17), Khan/Oliver Palotai (spår 13), Palotai (spår 15), Nick Cave (spår 16)

## Medverkande
Musiker (Kamelot-medlemmar)
- Khan – sång
- Sean Tibbetts – basgitarr
- Thomas Youngblood – gitarr
- Oliver Palotai – keyboard
- Casey Grillo – trummor

Bidragande musiker
- Jon Oliva – sång (spår 4)
- Gus G. (Konstantinos "Kostas" Karamitroudis) – gitarr (spår 5)
- Björn "Speed" Strid – sång (spår 1)
- Amanda Somerville – sång (spår 6, 10–13)
- Chanty Wunder – sång (spår 16)
- Cloudy Yang – bakgrundssång
- Sascha Paeth – gitarr
- Miro (Michael Rodenberg) – keyboard, orkestrering
- Simone Simons – sång (spår 6, 11, 12)

Produktion
- Sascha Paeth – producent, ljudtekniker, ljudmix, mastering
- Miro – producent, ljudtekniker
- Roy Khan – producent
- Michał "Xaay" Loranc – omslagsdesign, omslagskonst
- Seth Siro Anton, Natalie Shau, Alexandra Dekimpe, Rachel Youngblood – omslagskonst